# Jane Myro

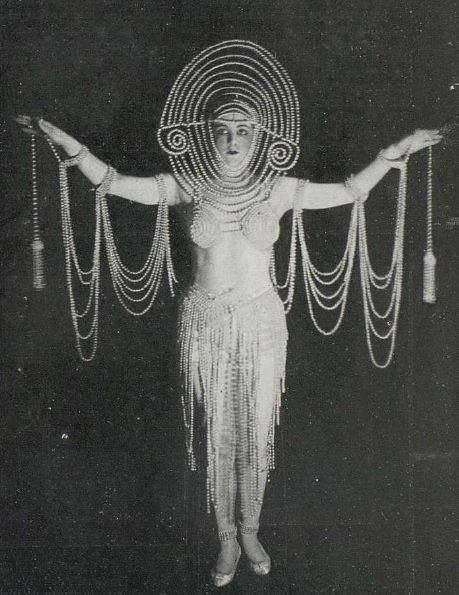
Casino de Paris en 1921

Marie-Emilienne Lafargue, dite Jane Myro, est une chanteuse et actrice née le 9 mai 1899 à Saint-Jean-de-Blaignac (Gironde) et morte le 21 février 1936 dans le 11e arrondissement de Paris.
Elle est enterrée au Cimetière Nord à Bruges (Gironde).

## Biographie
Elle commence sa carrière à la grande époque du Casino de Paris à l'âge de 19 ans grâce aux recommandations de son amant Lucien Boyer. Elle apparaît sur scène pour la première fois en 1918 dans la revue de Léon Volterra, au Casino, dans " PA-RI-KI-RI " aux côtés de Mistinguett et Maurice Chevalier ; elle y tiendra deux petits rôles : "la fleur de pavot" (dans le numéro "l'amateur de roses") et "le corail" (dans le numéro "les pierres précieuses").
Dès lors, elle est l'une des "vedettes maison" du Casino de Paris jusqu'en 1921. Elle paraît également sur scène aux Ambassadeurs (Paris), aux Folies Bergère (Paris), au Concert Mayol (Paris), à l'Appollo (Bordeaux) en 1926.
En 1923, elle tourne cinq courts-métrages, dont quatre avec Henri Diamant-Berger. Ce dernier rapporte :
« Maurice vient de se séparer de Mistinguett : il est l'ami de Jeanne (sic) Myro, une superbe créature qui joue au Concert Mayol, c'est-à-dire qui s'y dévoile généreusement. Marcel Vallée - il occupe la loge voisine de la leur - prétend avoir entendu le dialogue suivant :
- Jeanne (sic), si tu m'es fidèle trois mois, je t'épouse !
- Ho, Maurice, ne me demande pas l'impossible ! ».
Le seul enregistrement disponible aujourd'hui est celui de son duo avec Maurice Chevalier "Quand y'a une femme dans un coin" (succès de la revue "Dans un fauteuil") édité chez Pathé.

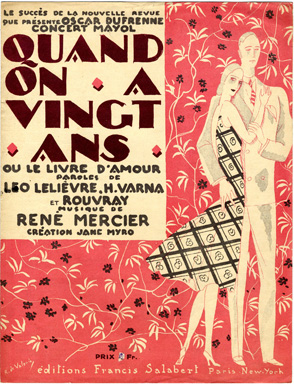
Couverture de revue

Son nom a été cité dans l'exposition "Café-Concert et Music-Hall- de Paris à Bordeaux" au Musée d'Aquitaine de Bordeaux en 2005.

## Une "divette" pleine de charme
Elle attirera  les faveurs de Maurice Chevalier avec qui elle nouera une liaison passionnée, dès 1920, entrecoupée de ruptures et de réconciliations:

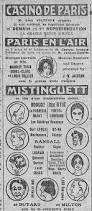
Coupure de journal annonçant la revue "Paris en l'air" du 21 octobre 1921

« C'est à cette époque que, sans l'avoir recherchée, je subis, l'attirance d'une femme qui travaillait aussi dans la troupe du Casino. Type de beauté bordelaise, que d'ailleurs on rencontre de nos jours de plus en plus rarement, elle était éclatante. D'abord un peu trop forte à son arrivée de Bordeaux, la capitale et l'ambiance du Casino l'avaient vite affinée et en quelques mois en avaient fait une splendide jeune femme brune dont les charmes généreux et l'élégante fascination s'exerçaient directement sur tous les hommes. Il eût fallu être moine pour ne pas se sentir troublé par cet admirable visage et ce corps agressivement voluptueux... » .
La liaison de  Maurice Chevalier et Jane Myro est rendue publique. Chevalier  enchaîne à cette époque les courts métrages cinématographiques l'après midi et le music-hall le soir, tout en répétant l'opérette Dédé. Epuisé, il est victime d'un burn-out et tombe dans une grande dépression.  Son idylle avec Jane Myro prendra fin en 1923.[style à revoir]
Dans une lettre du 23 mars 1924, Mistinguett  écrira : « ...(les Dolly Sisters) ont essayé de jouer "En douce" l'année dernière et elles ont ramassé la tape... Il est vrai que ce sont de grandes amies à la nommée Myro. Tu sais, une Bordelaise qui était dans le temps avec un comique nommé Chevalier. ».
Jane Myro se retrouvera dans les pages du journal La Petite Gironde du 20 novembre 1926 pour un fait divers : le 19 novembre, à Bordeaux, devant son hôtel, elle se fait agresser par un ancien croupier qui tente de lui arracher son collier de perles (d'une valeur de 300 000 francs). Le coupable sera arrêté et condamné à 10 jours de prison avec sursis et 100 francs d'amende.
Son  nom disparaît peu à peu des programmes de Music-Hall . Elle meurt à Paris à l'âge de 36 ans, peu avant sa rentrée sur les scènes du Concert Mayol à Paris.

### Revues
- PA-RI-KI-RI - 20 octobre 1918 - Casino de Paris sous la direction de Léon Volterra, mise en scène de Jacques-Charles.
- La revue du Casino - 9 mai 1919 - Casino de Paris sous la direction de Léon Volterra, mise en scène de P.-L. Flers.
- Tout feu, tout flemme - 4 septembre 1919 - Casino de Paris sous la direction de Léon Volterra, livrets et mise en scène d'Albert Willemetz.
- PA-RI-KI DANSE - 30 novembre 1919 (deviendra le 27 décembre 1919 PARIS QUI... DANSE) - Casino de Paris sous la direction de Léon Volterra, mise en scène de Jacques-Charles.
- La Revue légère - 26 juin 1920 - Théâtre des Ambassadeurs sous la direction d'Oscar Dufrenne et Henri Varna. Livrets de Léo Lelièvre et Henri Varna.
- Paris qui Jazz - 6 octobre 1920 - Casino de Paris sous la direction de Léon Volterra, mise en scène Jacques-Charles et Léon Volterra, livrets d'Albert Willemetz.
- Avec le sourire - 26 mars 1921 - Casino de Paris sous la direction de Léon Volterra, livrets d'Albert Willemetz et Jacques-Charles.
- Dans un fauteuil - 7 juillet 1921 - Casino de Paris sous la direction de Léon Volterra, livrets de Jacques-Charles, Georges Arnould, Maurice Yvain.
- Paris en l'air - 21 octobre 1921 - Casino de Paris sous la direction de Léon Volterra, livrets de Jacques-Charles et Georges Arnould.
- Oh quel nu ! - 18 octobre 1922 - Concert Mayol sous la direction d'Oscar Dufrenne, livrets et mise en scène d'Henri Varna et Léo Lelièvre.
- Paris sans voiles - 16 mai 1923 - Théâtre des Ambassadeurs sous la direction d'Oscar Dufrenne et Henri Varna, livrets et mise en scène d'Henri Varna et Léo Lelièvre.
- Cache ta pudeur - 23 septembre 1923 - Concert Mayol sous la direction d'Oscar Dufrenne, livrets et mise en scène d'Henri Varna, Léo Lelièvre et Fernand de Rouvray.
- Cœurs en folie  - 14 juin 1924 - Folies Bergère sous la direction de Paul Derval, livrets et mise en scène de Louis Lemarchand et Pierre Frejol.
- Oh quel beau nu ! - 15 décembre 1925 - Concert Mayol sous la direction d'Oscar Dufrenne, livrets et mise en scène d'Henri Varna, Léo Lelièvre et Fernand de Rouvray.
- ÇA CRIS-T-Y !- 30 octobre 1926 - Théâtre Appollo de Bordeaux.
- Katinka - Juin 1933 - Théâtre de l'Empire à Paris - opérette en 3 actes (reprend  le rôle de Lola après Claire Franconay)

### Courts-métrages
- 1923 : L'Accordeur (noir et blanc-muet) d'Henri Diamant-Berger avec Georges Milton, Albert Préjean, Marguerite Moreno, Maurice Chevalier et Jane Myro.
- 1923 : Réhabilitée (noir et blanc-muet) de Louis Paglieri avec Andrée Brabant, Jean Devalde et Jane Myro.
- 1923 : Par habitude (noir et blanc-muet) d'Henri Diamant-Berger avec Georges Milton, Pauline Carton, Maurice Chevalier et Jane Myro.
- 1923 : Jim Bougne, boxeur (noir et blanc-muet) d'Henri Diamant-Berger avec Louis Pré fils, Maurice Chevalier, Jane Myro.
- 1923 : Gonzague (noir et blanc-muet) d'Henri Diamant-Berger avec Maurice Chevalier, Nina Myral, Marguerite Moreno, Georges Milton, Albert Préjean.